# 4335 Verona
4335 Verona è un asteroide della fascia principale del diametro medio di circa 5,15 km. Scoperto nel 1983, presenta un'orbita caratterizzata da un semiasse maggiore pari a 2,2117795 UA e da un'eccentricità di 0,2196363, inclinata di 3,10382° rispetto all'eclittica.
L'asteroide è dedicato all'omonima città italiana.